# Falls Park on the Reedy

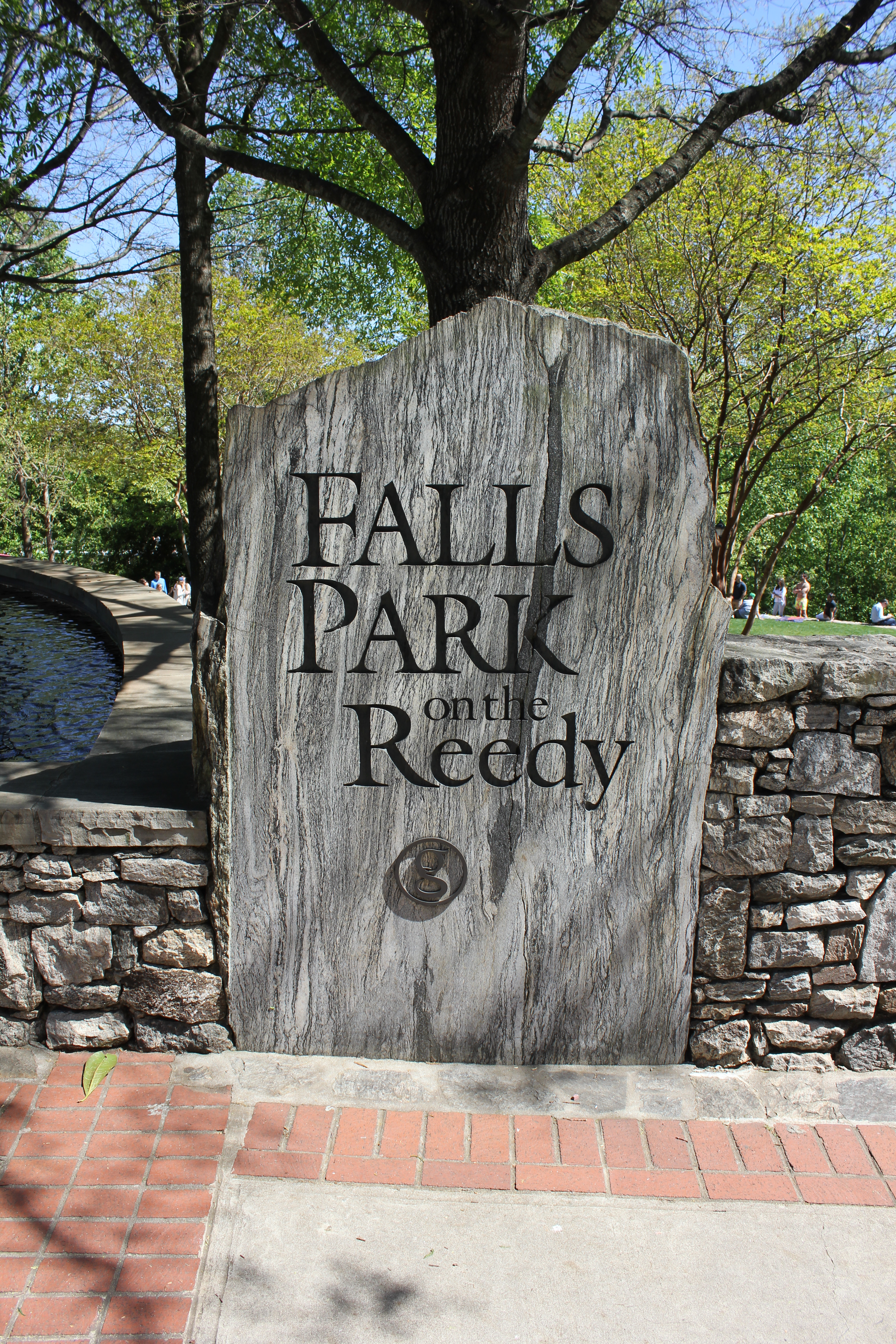
Falls Park

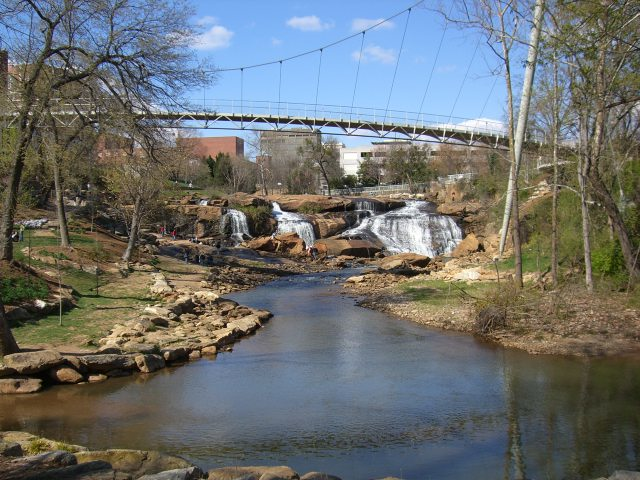
Falls Park mit Liberty Bridge

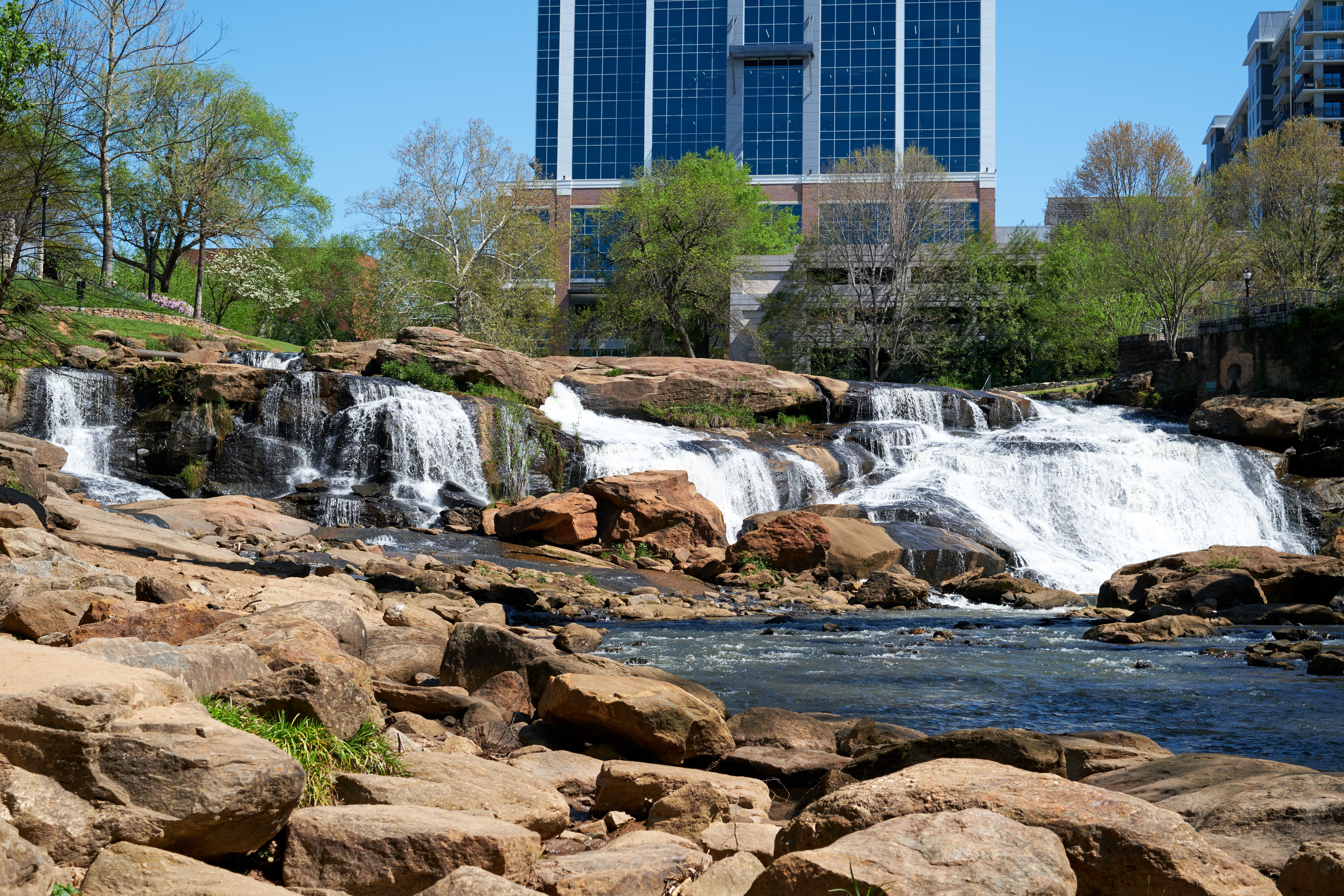
Wasserfall des Reedy Rivers

Falls Park on the Reedy (kurz Falls Park) ist ein 3,2 ha großer Park in der westlichen Innenstadt von Greenville in South Carolina.

## Lage
Der Park liegt zwischen der Main Street und der Church Street auf beiden Seiten des namensgebende Flusses Reedy River. Der Fluss besitzt hier einen Wasserfall. Im Osten schließt sich, flussabwärts, der Cleveland Park mit angrenzendem Greenville Zoo an. Die Innenstadt von Greenville befindet sich nördlich des Parkes.

## Geschichte
Vor der Ankunft der Europäer besiedelten die Cherokee das Gebiet um den Reedy River. Die ersten weißen Siedlungen entstanden 1777, und die Stadt Greenville wuchs rund um den Fluss, als Mühlen seine Kraft nutzbar machten. Die Spuren der Mühlen sind noch heute entlang des Flusses zu sehen. Eine Mauer einer dieser ursprünglichen Getreidemühle aus dem Jahr 1777 ist heute noch im Park zu sehen.
Der Park wurde 1967 gegründet, als der Carolina Foothills Garden Club mit Unterstützung der Stadt Greenville, der Furman University und der Planungskommission ein 110.000 m² Gelände zurückerhielt, das zuvor von Textilfabriken genutzt worden war.
Die Renovierung wurde in den späten 1990er Jahren unter Bürgermeister Knox H. White durchgeführt. Das führte zur Gründung der „Falls Park Endowment“, einer privaten Wohltätigkeitsorganisation, die die weitere Entwicklung unterstützt.

## Park
Der Park umfasst auch eine Reihe von öffentlichen Gärten.
Der 35 km lange Naherholungswanderweg Swamp Rabitt Trail verläuft durch den Park. Der Weg beginnt in Travelers Rest und verläuft über den Falls Park bis zum Lake Conestee Nature Park in Conestee.
Im Bereich des Parks befinden sich 4 Orte die im National Register of Historic Places eingetragen sind:
- Der Reedy River Falls Historic Park and Greenway ist seit 1973 in das NRHP eingetragen.[5]
- Der Reedy River Industrial District ist seit 1979 in das NRHP eingetragen.[6]
- Der West End Commercial Historic District ist seit 1993 in das NRHP eingetragen.[7]

### Liberty Bridge
Das auffälligste Merkmal des Parks ist eine einzigartige Fußgängerbrücke. Die 105 m lange Hängebrücke mit dem Namen Liberty Bridge at Falls Park on the Reedy wird nur auf einer Seite von Seilen gestützt und gibt den Blick auf die Wasserfälle des Reedy Rivers frei. Sie wurde vom Bostoner Firma Rosales + Partners mit dem deutschen Büro Schlaich Bergermann Partner als Statiker entworfen und im Herbst 2004 fertig gestellt. Es wurde 2005 mit der Arthur G. Hayden-Medaille für innovatives Design ausgezeichnet.
In der Nähe der Brücke befindet sich der Eingang zum Falls Park an der Main Street. Dort befindet sich die 4,9 m hohe Bronzeskulptur Fall Lake Falls von Bryan Hunt und einem Restaurant und anderen Besuchereinrichtungen im Falls Park Center.

### Kultur
Jeden Sommer ist der Park Schauplatz des Upstate Shakespeare Festival. Der Wyche Pavilion im Reedy River Industrial District wird regelmäßig für Open-Air-Veranstaltungen genutzt.

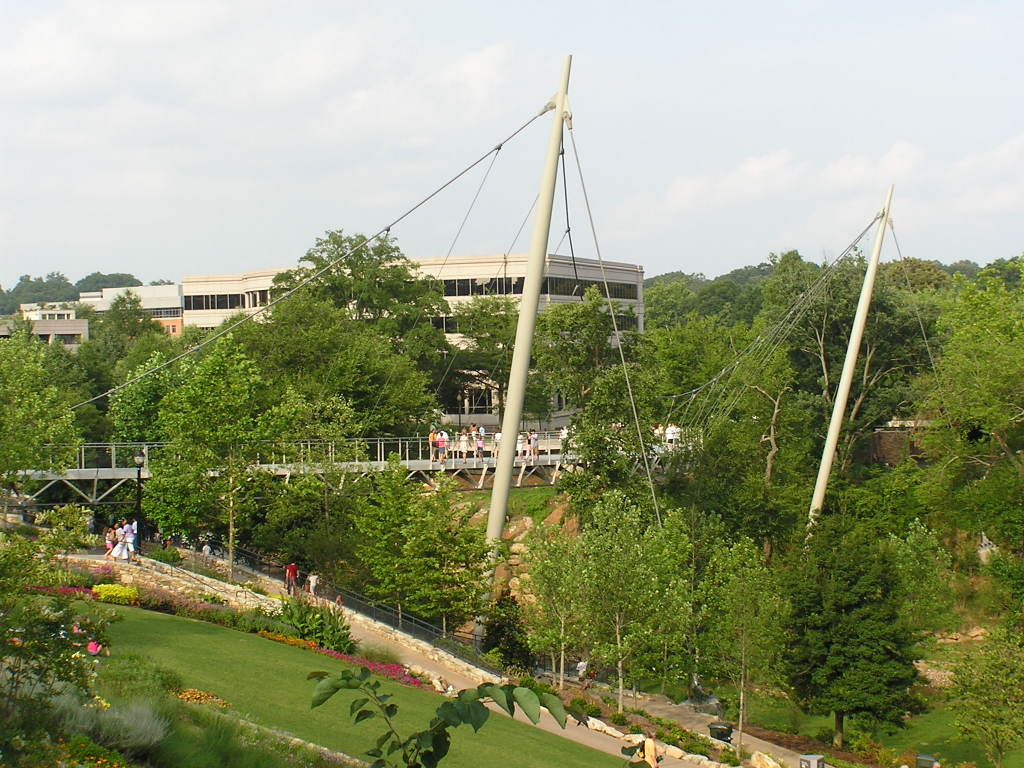
Liberty Bridge
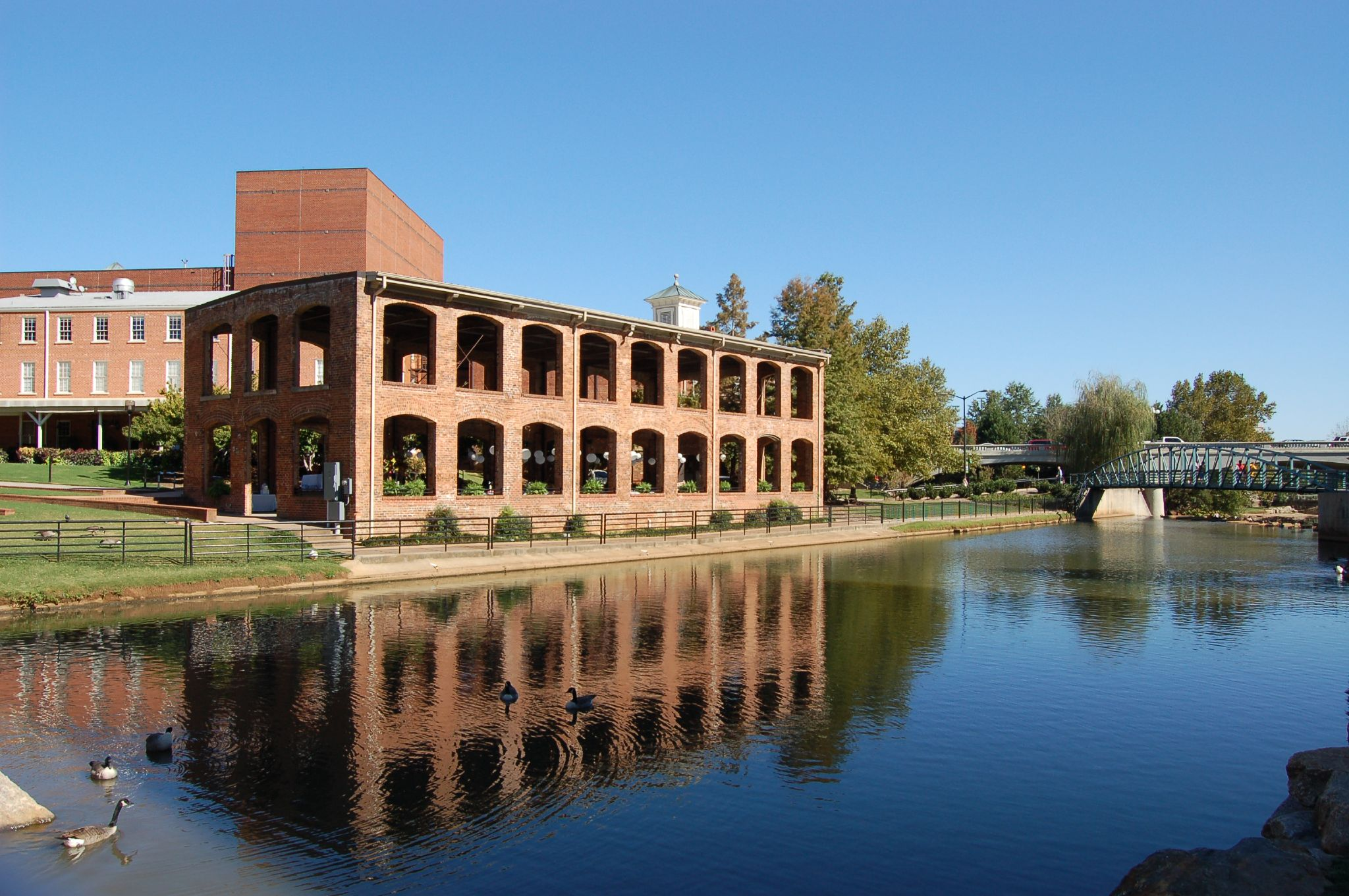
Wyche Pavilion, 2007
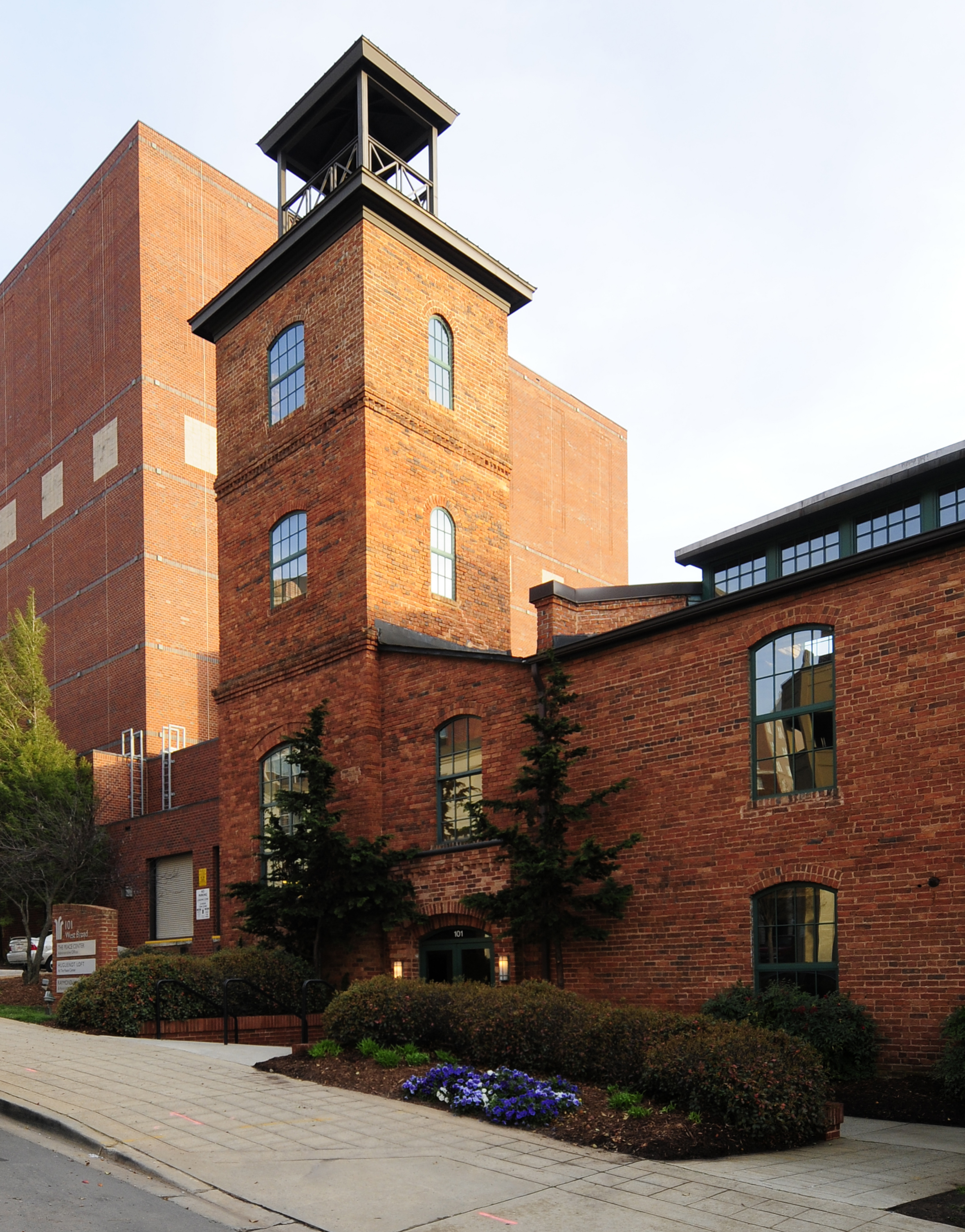
Reedy River Industrial District
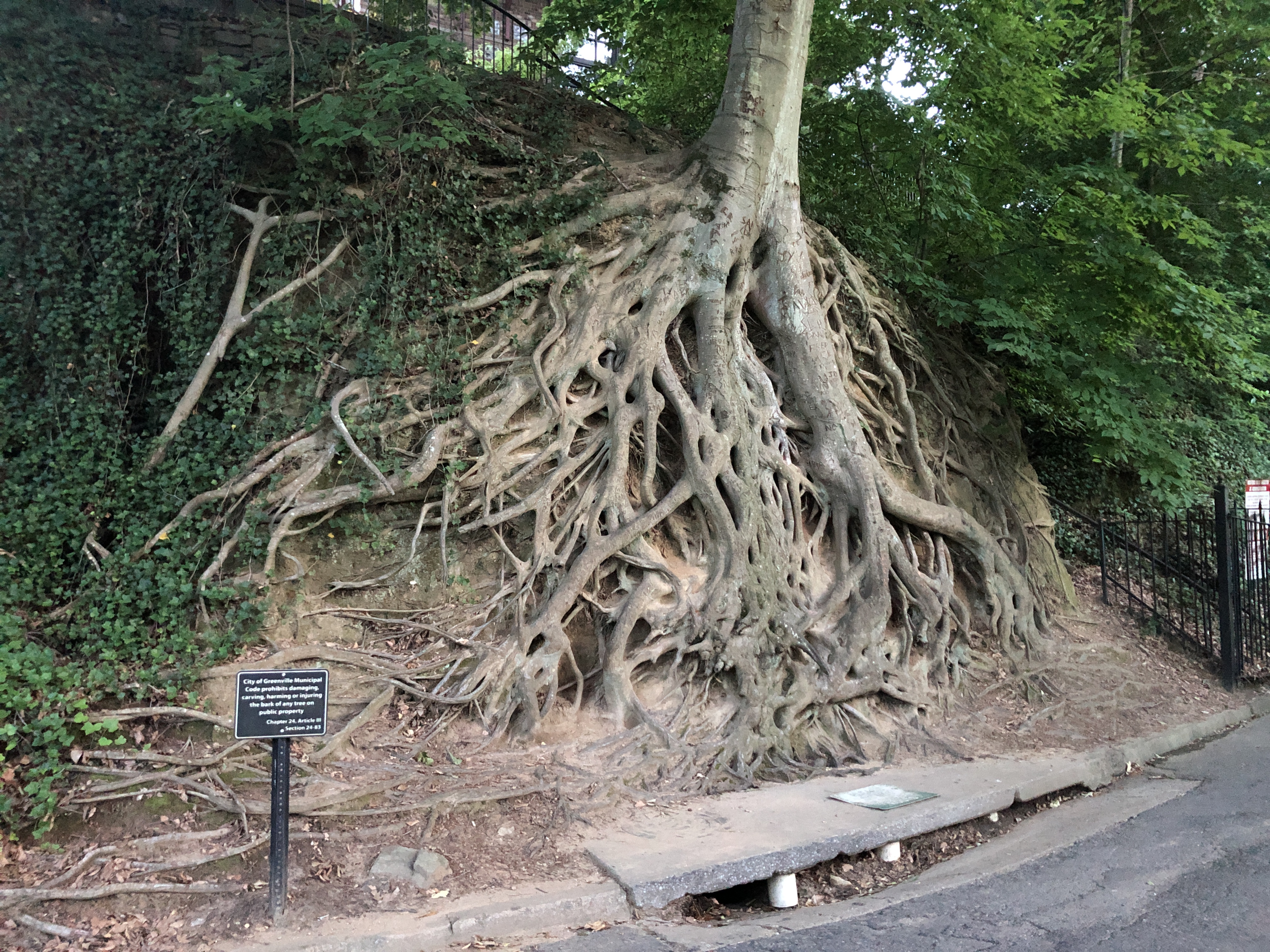
Medusa Tree
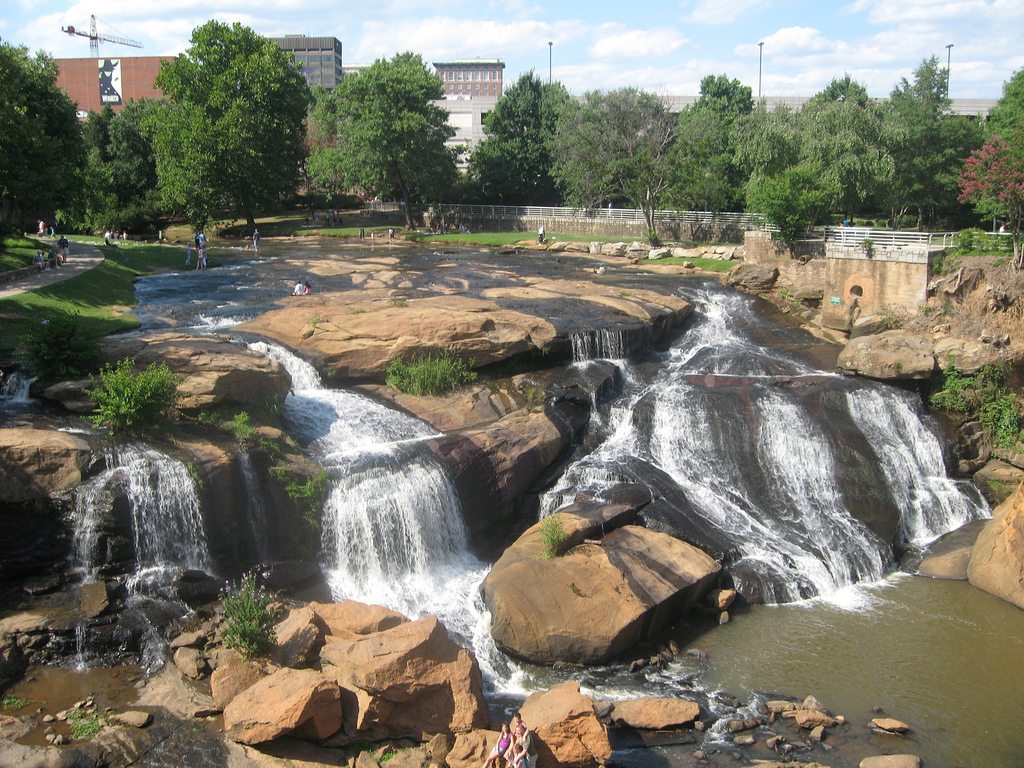
Wasserfall des Reedy River
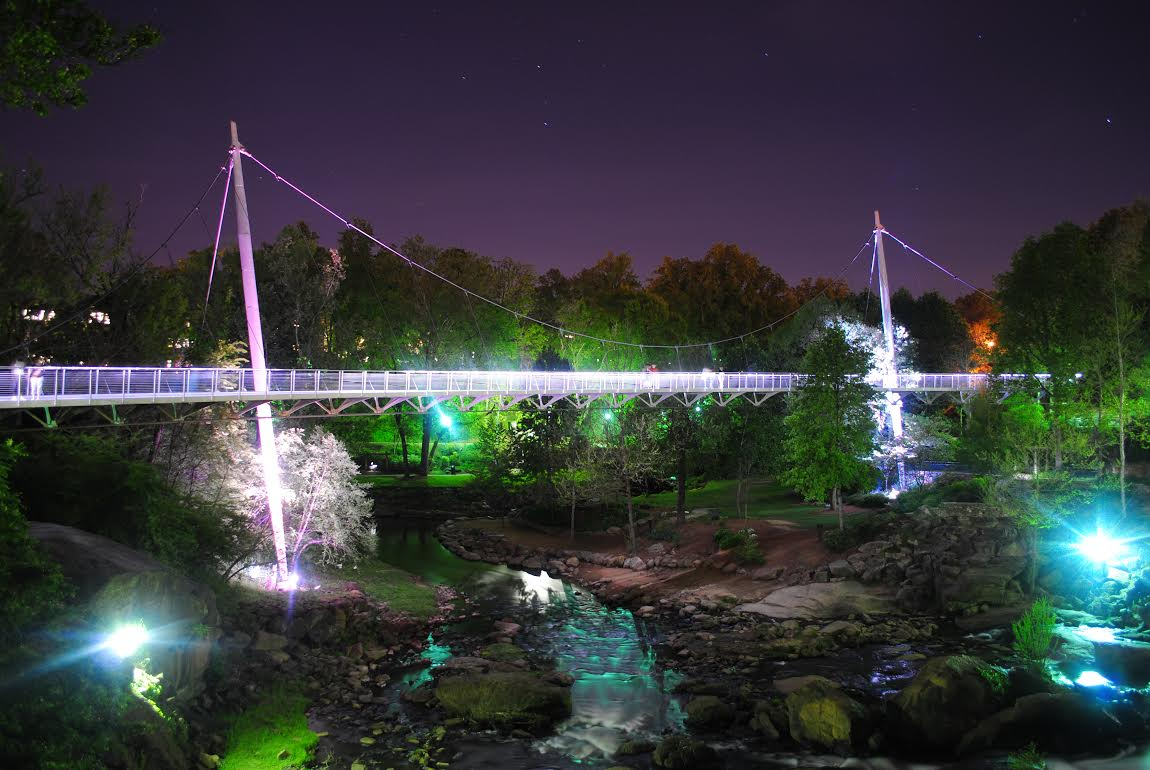
Liberty Bridge bei Nacht